# 汪禧成
汪禧成（1896年—1976年），字孟贺，男，江苏无锡人，中国铁道信号工程专家、教育家，曾任北方交通大学教授。